# Chagar Bazar

Chagar Bazar y los principales yacimientos en la cuenca del Jabur.

Chagar Bazar (en árabe: تل شاغربازار) es un tell, yacimiento arqueológico en el noroeste de Siria, ubicado en la cuenca del Jabur, sobre un antiguo afluente de este último, el uadi Dara, en la gobernación de Hasaka y a unos treinta kilómetros al norte de su capital, Hasaka. 
El tell estuvo ocupado desde finales del Neolítico, durante el período de Halaf, hasta la Edad del Bronce Final a finales del II milenio a. C. 

## Historia de las excavaciones arqueológicas
Chagar Bazar fue excavado por primera vez por el arqueólogo británico Max Mallowan, junto a su esposa Agatha Christie durante tres campañas, entre 1935 y 1937. Muchos de los hallazgos arqueológicos fueron llevados al Museo Británico. Además de cerámica, se descubrieron una gran cantidad de tablillas de arcilla escritas en escritura cuneiforme. Las excavaciones se reanudaron en 1999 por una expedición del British Institute for the Study of Iraq en cooperación con arqueólogos de la Universidad de Lieja y la Dirección General de Antigüedades y Museos de Siria. Durante estas excavaciones, que finalizaron en 2002, se recuperaron 214 tablillas cuneiformes.

## Ocupación histórica

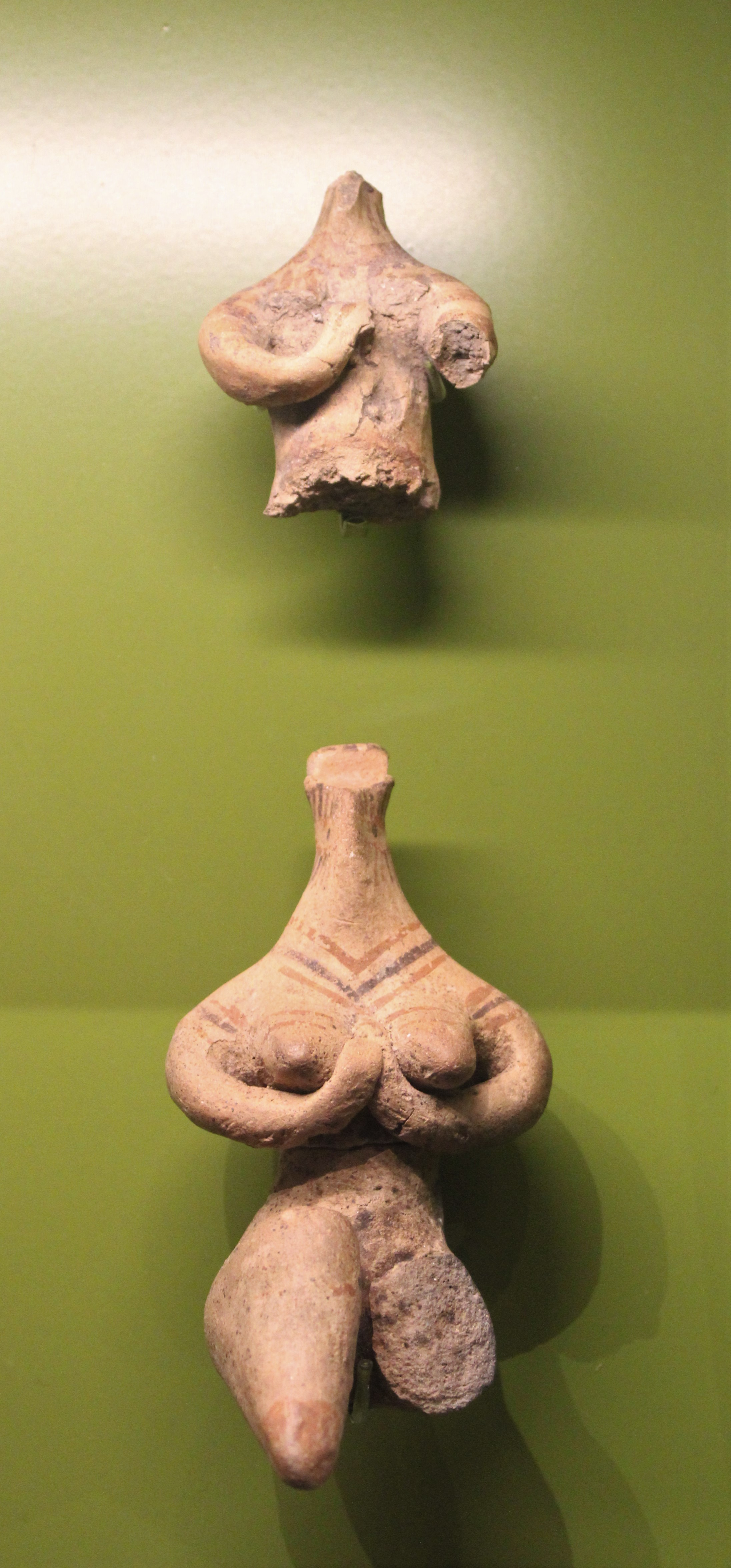
Figuras de la parte superior y de mujer sentada. Período Halaf (circa 6000-5000 a. C., Chagar Bazar, Siria)

La fase más antigua de ocupación del sitio fue en el Neolítico, durante la época de Halaf, que abarca todo el VI milenio a. C. Fue un centro importante de producción de cerámica pintada, habiendo sido recuperados ejemplares de la época, así como otros objetos característicos de la cultura Halaf, como las figurillas de mujeres desnudas asociadas con la fertilidad.
El tell también estuvo ocupado durante el Calcolítico tardío (período de El Obeid y período de Uruk del Norte) a principios del IV milenio a. C. Luego fue abandonado y vuelto a ocupar a principios del III milenio a. C., durante la fase correspondiente a Ninevite V de la Alta Mesopotamia Oriental, encontrándose cerámica pintada de la época. Para finales del III milenio a. C., está atestiguada una fase de ocupación contemporánea al Imperio acadio y, luego, una fase denominada 'post-acadia' marcada por la presencia de un edificio importante en el sitio "D" (fase II, aproximadamente el último siglo del III milenio a. C.).
El sitio presentó una ocupación importante para la Edad del Bronce Medio, correspondiente al período paleo-babilónico (c. 2004-1595 a. C.). Probablemente debería identificarse con la ciudad de Asnakkum que aparece en los archivos de Mari que datan de la primera mitad del siglo XVIII a. C. Una construcción importante, quizás de tipo palaciego, ha sido parcialmente excavada y se han recuperado tablillas administrativas cuneiformes, 113 desenterradas durante las excavaciones de Mallowan y más de 200 durante la segunda campaña de excavaciones. Entre estas, están incluida  los curiosos archivos administrativos de una oficina que gestiona las existencias de cerveza. La ciudad estaba entonces bajo el control del rey Shamshi-Adad de Ekallatum, del 'Reino de la Alta Mesopotamia', y dirigida por un personaje llamado Sin-iqisham. Los hurritas también ocuparon la ciudad y las excavaciones han descubierto excelentes ejemplos de la denominada cerámica d Jabur que datan de este período.
El sitio fue definitivamente abandonado a mediados del II milenio a. C.

## Cerámicas

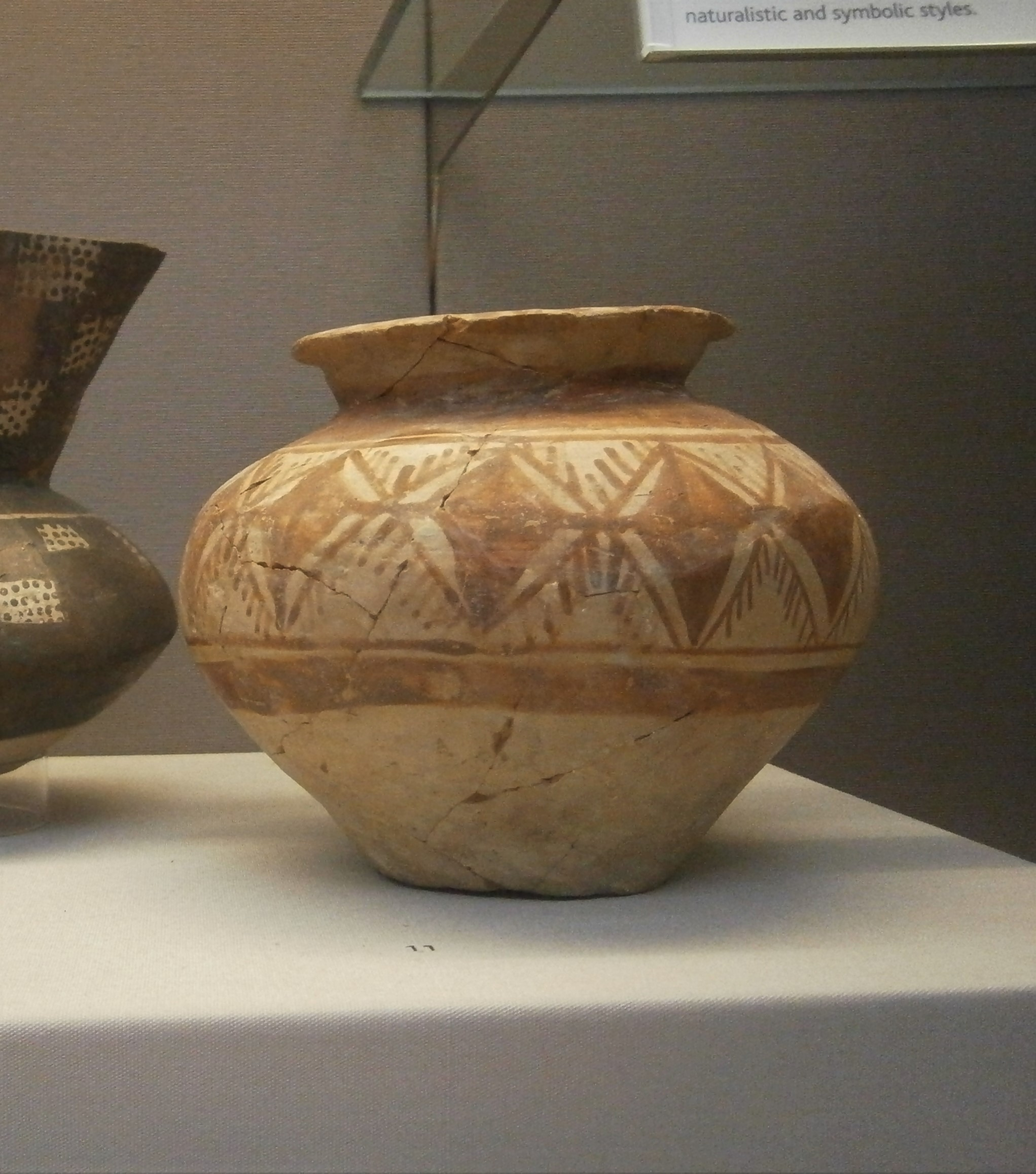
Jarra con decoración pintada, Halaf Tardío (c. 5600-5200 a. C.). Chagar Bazar. Museo Británico.
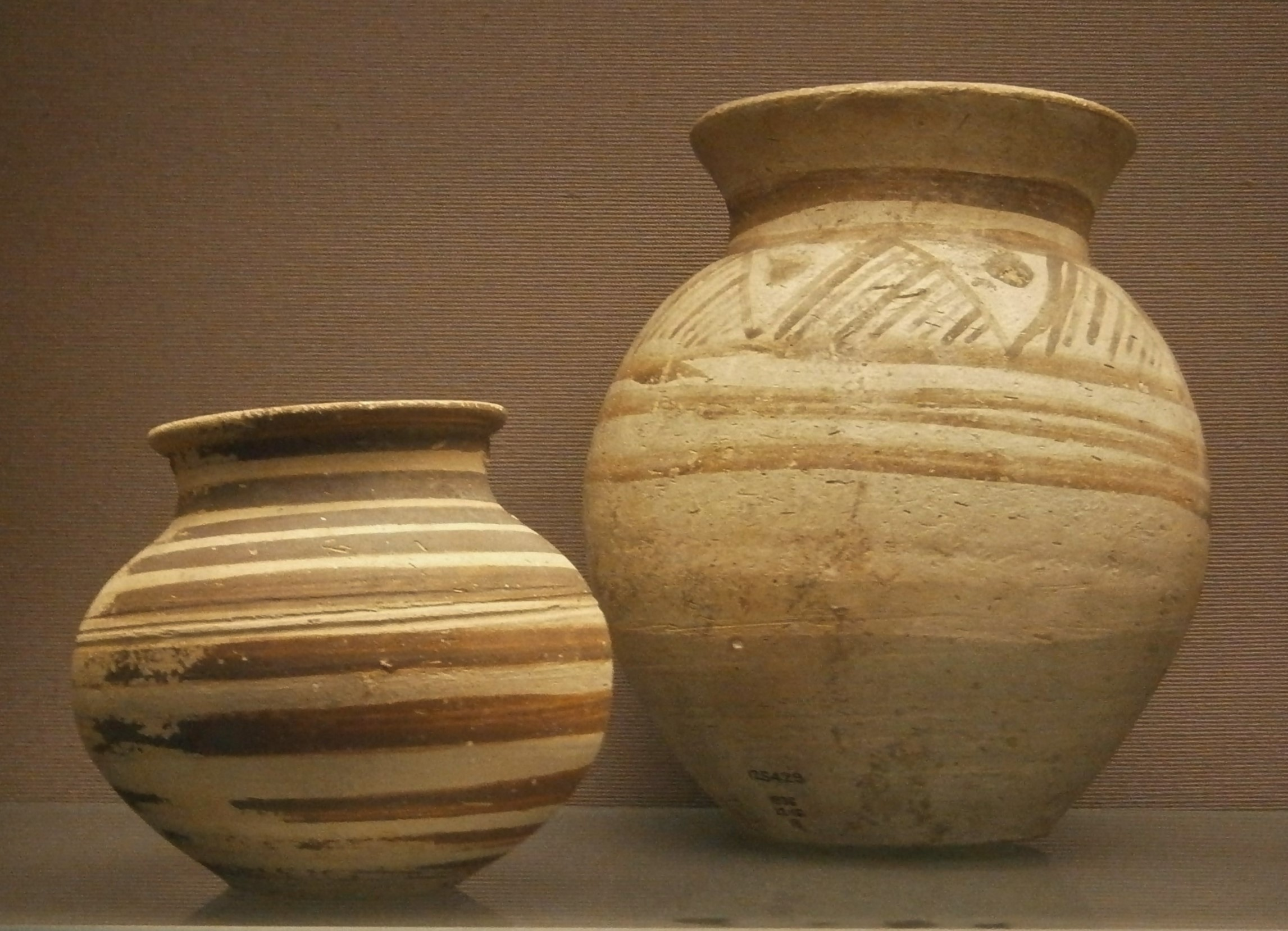
Cerámica de Jabur (primera mitad del II milenio a. C.). Chagar Bazar. Museo Británico.
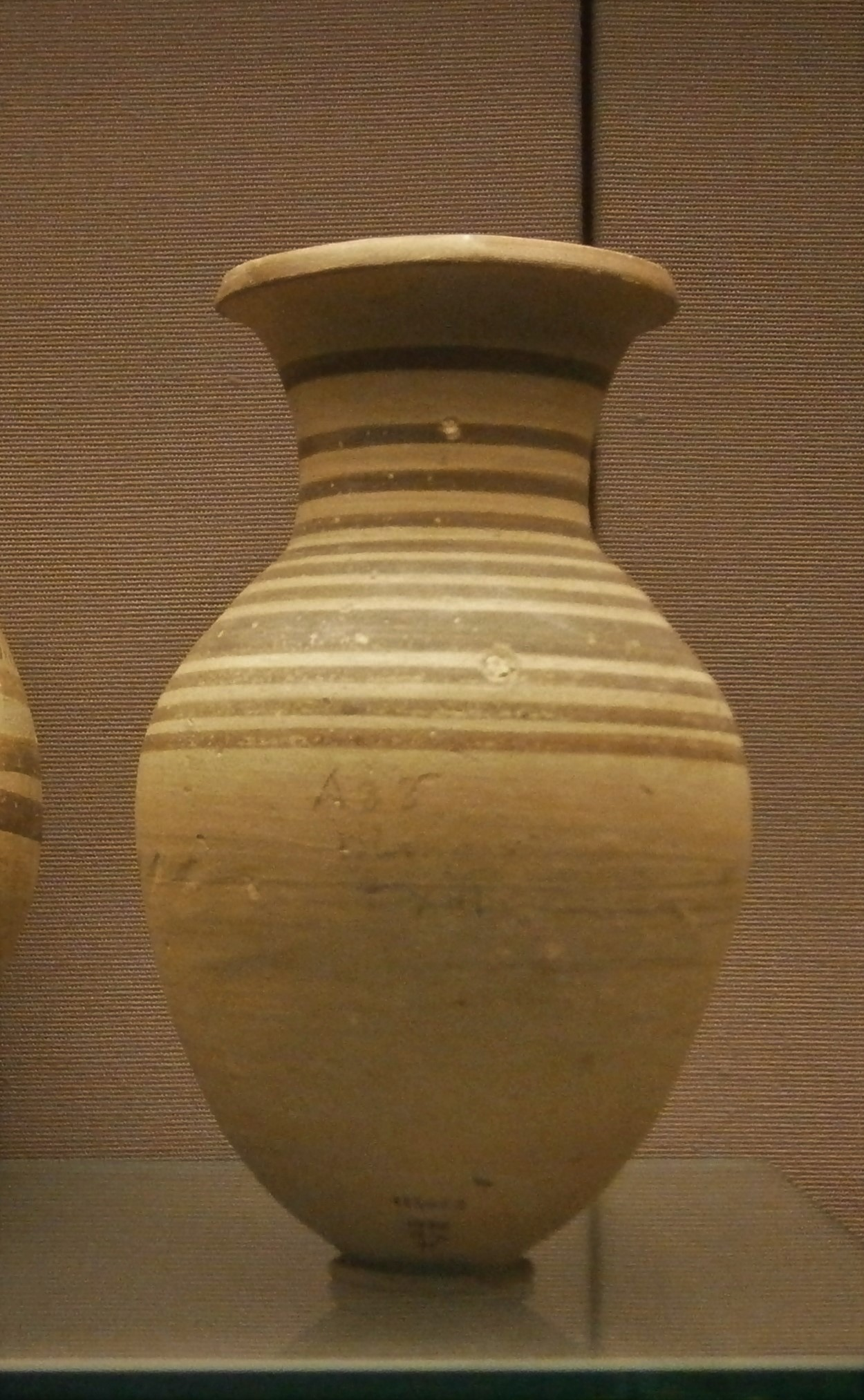
Céramique du Khabur (primera mitad del II milenio a. C.) Chagar Bazar. Museo Británico.